# Gatos de Monagas
Gatos de Monagas fue un equipo de baloncesto venezolano con base en Maturín-Estado Monagas que participó en la Liga Profesional de Baloncesto de Venezuela hasta 2008. Su sede fue el Gimnasio cubierto Gilberto Roque Morales con capacidad para 6.000 personas.
Desde 2008 la franquicia volvió a denominarse Toros de Aragua.

## Historia de la franquicia
A principios del año 2005, la asamblea de dueños y clubes de equipos de la Liga Profesional de Baloncesto de Venezuela aprobaron oficialmente la mudanza de Toros de Aragua a la ciudad de Maturín, con lo cual nacieron los Gatos de Monagas, con su sede en el gimnasio Gilberto Roque Morales y siendo el Lic. Tulio Capriles el presidente de este club, que con la incorporación de Monty Wilson y Carlos Morris, estuvieron en 3 temporadas de la Liga Profesional de Baloncesto de Venezuela.
En 2008 la franquicia vuelve a su sede anterior de Maracay, con lo que Gatos de Monagas deja de existir como equipo profesional.

## Uniforme
- Sede: Azul predominante y rojo
- Visitante: Blanco y azul

## Personal Técnico
- Asistente: Ibsen Castrillo
- Médico: Dr. Edilio Díaz
- Kinesiólogo: Ruber Vásquez
- Estadístico: Juan Marcano
- Utilitero: Yoel Romero
- Jefe de Operaciones: Douglas Delgado